# Gare Union de Toronto (1873)
Ne doit pas être confondu avec Gare Union de Toronto.
Après celle inaugurée en 1858, la deuxième gare Union de Toronto était une gare ferroviaire de voyageurs située à l'ouest de York Street à Station Street, au sud de Front Street, au centre-ville de Toronto. Elle a été construite par la compagnie du Grand Tronc (Grand Trunk Railway) (GTR) et ouvrit en 1873en remplacement de la première gare, située au même endroit. En 1927 on procéda à l'ouverture de la nouvelle gare Union. L'ancienne gare Union est restée partiellement en service, jusqu'à ce que la nouvelle station soit pleinement opérationnelle, en janvier 1931.